# ECLA Albi
L'ECLA est un club d'athlétisme de la ville d'Albi. Il comporte plusieurs sections locales dans l'ouest du département du Tarn et totalise quasiment plus d’entraîneurs salariés.

## Infrastructure

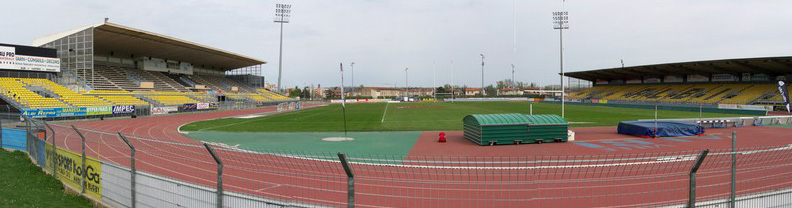
Stadium d'Albi.

Le siège du club est situé dans l'enceinte du Stadium municipal. Les principales compétitions y sont organisées, comme les championnats de France d'athlétisme 2008, 2011 et 2018 ou le DécaNation 2012. Chaque section locale dispose d'une piste d'entrainement avec vestiaire.
La piste d'Albi a connu quelques records établis par des athlètes internationaux masculin ou féminin : 
- 100 m : Christophe Lemaitre 9 s 92 le 29 juillet 2011
- 200 m : Martial Mbandjock 20 s 69 le 26 juillet 2008
- 400 m : Leslie Djhone 45 s 13 le 26 juillet 2008
- saut à la perche : Renaud Lavillenie, 5 m 83 le 15 août 2012
- décathlon : Romain Barras 8117 point le 29 juillet 2011
- lancer du marteau : Kirill Ikonnikov 77 m 12 le 15 août 2012
- 20 km marche : Yohann Diniz 1 h 22'31 le 25 juillet 2008
- 200 m : Muriel Hurtis : 22 s 77 le 26 juillet 2008
- 5000 m : Christelle Daunay 16 min 03 64 le 28 juillet 2011
- saut à la perche : Ninon Guillon-Romarin 4 m 73 le 7 juillet 2018
- lancer de disque : Mélina Robert-Michon 58 m 10 le 26 juillet 2008

## Le club
Le club regroupe des sections locales avec chacune une école d'athlétisme pour les catégories de jeunes. Ces sections sont situées à Brens-Gaillac, Graulhet, Lavaur, Lisle-sur-Tarn et Saint-Sulpice-la-Pointe. 

## Athlètes célèbres licenciés au club
Parmi les nombreux athlètes qui ont été licenciés au club, quelques-uns ont acquis une notoriété internationale. 
- Jean-Philippe Revallier, lancer du poids
- Romain Mesnil, saut à la perche
- Pierre Camara, sprint, relai, saut en longueur, triple saut
- Virginie Michanol, sprint et relais 4 × 400 mètres
- Régis Lacombe, ultrafond
- Nicolas Aissat, 800 mètres
- Célia Perron, heptathlon
- Alexa Lemitre, demi fond, cross, 3000 mètres steeple